# Než se setmí
Než se setmí (v anglickém originále Before Night Falls) je americký dramatický film z roku 2000. Režisérem filmu je Julian Schnabel. Hlavní role ve filmu ztvárnili Javier Bardem, Johnny Depp, Olivier Martinez, Andrea Di Stefano a Santiago Magill. Snímek měl světovou premiéru na filmovém festivalu v Benátkách dne 3. září 2000, kde získal velkou cenu poroty.

## Děj
Film byl natočen podle stejnojmenné autobiografické knihy kubánského disidenta Reinalda Arenase (v češtině ji vydalo v roce 1994 nakladatelství Český spisovatel). Arenas byl v šedesátých letech na Kubě uznávaným spisovatelem, ale pro své nekonformní názory a neskrývanou homosexuální orientaci se dostal do konfliktu s režimem a v letech 1974–1976 byl vězněn v obávané pevnosti Castillo del Morro. V roce 1980 mu bylo spolu s dalšími představiteli opozice dovoleno vystěhovat se do USA. V roce 1987 se dozvěděl, že trpí nemocí AIDS, a v roce 1990 v důsledku prudce se zhoršujícího zdravotního stavu dobrovolně ukončil svůj život.

## Obsazení
| Javier Bardem     | Reinaldo Arenas       |
| Johnny Depp       | Bon Bon/Victor        |
| Olivier Martinez  | Lazaro Gomez Carriles |
| Andrea Di Stefano | Pepe Malas            |
| Santiago Magill   | Tomas Diego           |
| John Ortiz        | Juann Abreu           |
| Héctor Babenco    | Virgilio Pinera       |
| Manuel González   | Jose Lezama Lima      |
| Sean Penn         | Cuco Sanchez          |
| Diego Luna        | Carlos                |

## Ocenění
Film měl světovou premiéru na Benátském filmovém festivalu 2000, kde získal cenu Stříbrný lev. Javier Bardem byl za svou roli nominován na Oscara a Zlatý glóbus.